# 碧波仙子 (电视剧)
《碧波仙子》是根据传统京剧剧目改编的古装神话电视剧。2010年4月26日在无锡影视基地开机，7月完成拍摄。2011年8月5日，该剧在辽宁电视台影视频道首次播出。

## 简介
红鱼儿在机缘巧合之下认识了朝廷官员李安，而不慎卷入了重重迷案之中。二人相识相知，联手破获了一系列案件。

## 演员
- 孙菲菲 饰 红鱼儿，女主角，魚精。
- 黄　娟 饰 蜘蛛精
- 于咏琳 饰 凤　妹，反派。
- 李玉刚 饰 观　音，觀世音菩薩。
- 陈小春 饰 李　安，男主角，劇中金榜題名當上縣令。
- 范艳华 饰 李安母，李安的母親。
- 战菁一 饰 赵　秀，李安的青梅竹馬。
- 穆婷婷 饰 兰　儿
- 张　然 饰 明　珠
- 曹云金 饰 白公子
- 郭　佳 饰 采　莲
- 牟湘盈 饰 春　梅
- 王丽敏 饰 知　府
- 黄　精 饰 道　长
- 齐　冰 饰 何二柱

- 何中华 饰呂純陽，八仙吕洞賓
- 高曉攀，飾韓公子，八仙韓湘子
- 劉交心，飾鍾老闆，酒樓老闆，八仙鍾離權
- 趙鐵人，飾張老頭，養驢老頭，八仙張果老
- 賈康熙，飾李明道，盜賊，八仙李鐵拐

- 王全友，飾國舅爺，當朝國舅，八仙曹國舅
- 萬昌皓，飾何順兒，煮藥童子，八仙藍采和
- 孙菲菲，飾紅魚妹捨生化生的凡人何仙姑 ，八仙何仙姑。

## 相关链接
- 电视剧《碧波仙子》于爱奇艺
- 电视剧《碧波仙子》 （页面存档备份，存于）于优酷网